# Citangtu (Pangatikan)
Citangtu is een bestuurslaag in het regentschap Garut van de provincie West-Java, Indonesië. Citangtu telt 4734 inwoners (volkstelling 2010).